# Lijst van academiedrukkers in Leiden
Dit is een (nog onvolledige) chronologische lijst van academiedrukkers in Leiden. Academiedrukkers hadden een overeenkomst met de universiteit voor de vervaardiging van (Latijnse) dissertaties, disputaties en oraties.
| Periode   | Naam                            | Bijzonderheden                      | Afbeelding |
| --------- | ------------------------------- | ----------------------------------- | ---------- |
| 1577-1580 | Willem Silvius                  |                                     |            |
| 1580-1582 | Karel Silvius                   |                                     |            |
| 1582-1584 | Albrecht Hendricksz.            |                                     |            |
| 1584-1586 | Christoffel Plantijn            |                                     |            |
| 1586-1597 | Franciscus Raphelengius         |                                     |            |
| 1597-1600 | Christoffel Raphelengius        |                                     |            |
| 1602-1620 | Jan Paets                       |                                     |            |
| 1620-1626 | Isaac Elzevier                  |                                     |            |
| 1626-1652 | Bonaventura en Abraham Elzevier |                                     |            |
| 1653-1661 | Johan en Daniël Elzevier        |                                     |            |
| 1661-1681 | Eva van Alphen                  | (weduwe Johan Elzevier)             |            |
| 1681-1712 | Abraham Elzevier                |                                     |            |
| 1712-1715 | Jacob Poeroep                   |                                     |            |
| 1715-1730 | Pieter van der Aa               |                                     |            |
| 1730-1749 | Samuel Luchtmans (I)            |                                     |            |
| 1741-1780 | Samuel Luchtmans (II)           |                                     |            |
| 1749-1809 | Johannes Luchtmans              | (naast broer Samuel Luchtmans (II)) |            |
| 1786-1812 | Samuel Luchtmans (III)          | (naast oom Johannes)                |            |
|           | S. & J. Luchtmans               |                                     |            |
|           | Evert Jan Brill                 |                                     |            |